# Hung Shih-chieh
Hung Shih-chieh (chinesisch 洪思婕; * 31. August 1986) ist eine taiwanische Badmintonspielerin. 

## Karriere
Hung Shih-chieh gewann 2008 die US Open im Damendoppel mit Chang Li-Ying. 2010 wurde sie mit Yang Chia-chen Neunte bei den China Open und 17. bei den Hong Kong Open.

## Sportliche Erfolge
| Saison | Veranstaltung  | Disziplin   | Platz | Name                             |
| ------ | -------------- | ----------- | ----- | -------------------------------- |
| 2008   | US Open        | Damendoppel | 1     | Chang Li-yng / Hung Shih-chieh   |
| 2010   | China Open     | Damendoppel | 9     | Yang Chia-chen / Hung Shih-chieh |
| 2010   | Hong Kong Open | Damendoppel | 17    | Yang Chia-chen / Hung Shih-chieh |